# 杨芬 (喀喇沁左旗)
杨芬（1883年—1938年），内蒙古喀喇沁左旗大城子人。中华民国政治人物。

## 生平
杨芬毕业于北京高等师范学校（现北京师范大学）。当时中华民国刚刚成立，因英属印度当局不断侵犯中国领土，并且向十三世达赖喇嘛、九世班禅额尔德尼施压以将西藏从中国分裂出去，北京政府遂自北京高等师范挑选了具备外交能力并精通英语的学生杨芬作为代表，同英方进行谈判。杨芬率中国政府代表团赴印度。经过谈判，英方被迫撤出进占西藏的军队，十三世达赖喇嘛、九世班禅额尔德尼感谢了代表团，并请求中央政府任命杨芬为西藏宣抚使。杨芬率代表团返回北京后，受到北京官民的夹道欢迎，北京城为此庆贺三天。北京政府任命杨芬为西藏宣抚使，大总统黎元洪授予他“荣膺国典”的匾额，匾额上还有小字：“杨菘某刘太夫人，孝行卓著，蒙大总统黎元洪褒奖荣庆，乡里矜式。”但是，在杨芬回家探亲之时，“西藏宣抚使” 这一官职被别人花钱买走，杨芬被北京政府改任为副使，北京政府还多次登报催杨芬赴任。杨芬因厌恶政府腐败，遂拒不赴任。
1915年至1917年，杨芬先任教于东仓高等小学，后任喀喇沁左旗公署学务代表。此后，他到北京，在北京高等师范学校、蒙藏学校、绥远蒙古学院任教。
1938年，他病逝于绥远。其灵柩被运回原籍下葬。